# 鹿邁祖
鹿邁祖（1706年11月14日—1765年1月5日），字紹聞，號南皋，直隸定興人（今河北），蒙古族寶格氏，清朝政治人物，進士出身。

## 生平
雍正七年（1729年）中己酉科順天鄉試舉人。次年連捷進士。選翰林院庶吉士，授編修，改福建道監察御史，升禮科給事中，轉吏科給事中，巡視中城、西城，後出任湖南督糧道，官至四川川北道按察副使，授中憲大夫，後罷官。乾隆二十九年十二月十四日（1765年1月5日）卒於家，姚鼐為其作墓志銘。